# Botão de chamada presidencial

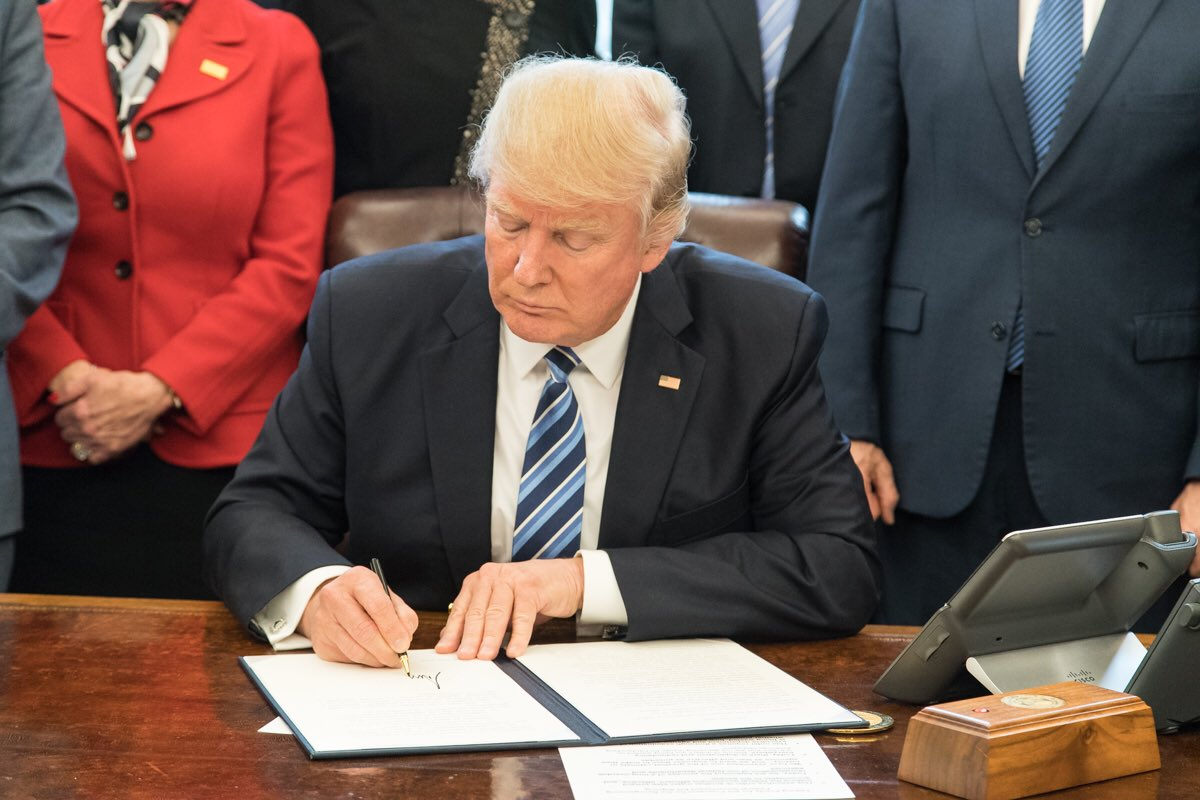
O botão vermelho em uma caixa de madeira ao lado do telefone na Mesa do Resolute em março de 2017

Alguns presidentes dos Estados Unidos tiveram um botão vermelho no Salão Oval da Casa Branca que podia chamar os assessores. A primeira versão deste dispositivo data de 1881 ou antes, e o botão moderno está em uma caixa de madeira sobre a Mesa do Resolute desde pelo menos a presidência de George W. Bush (2001-2009).

## História

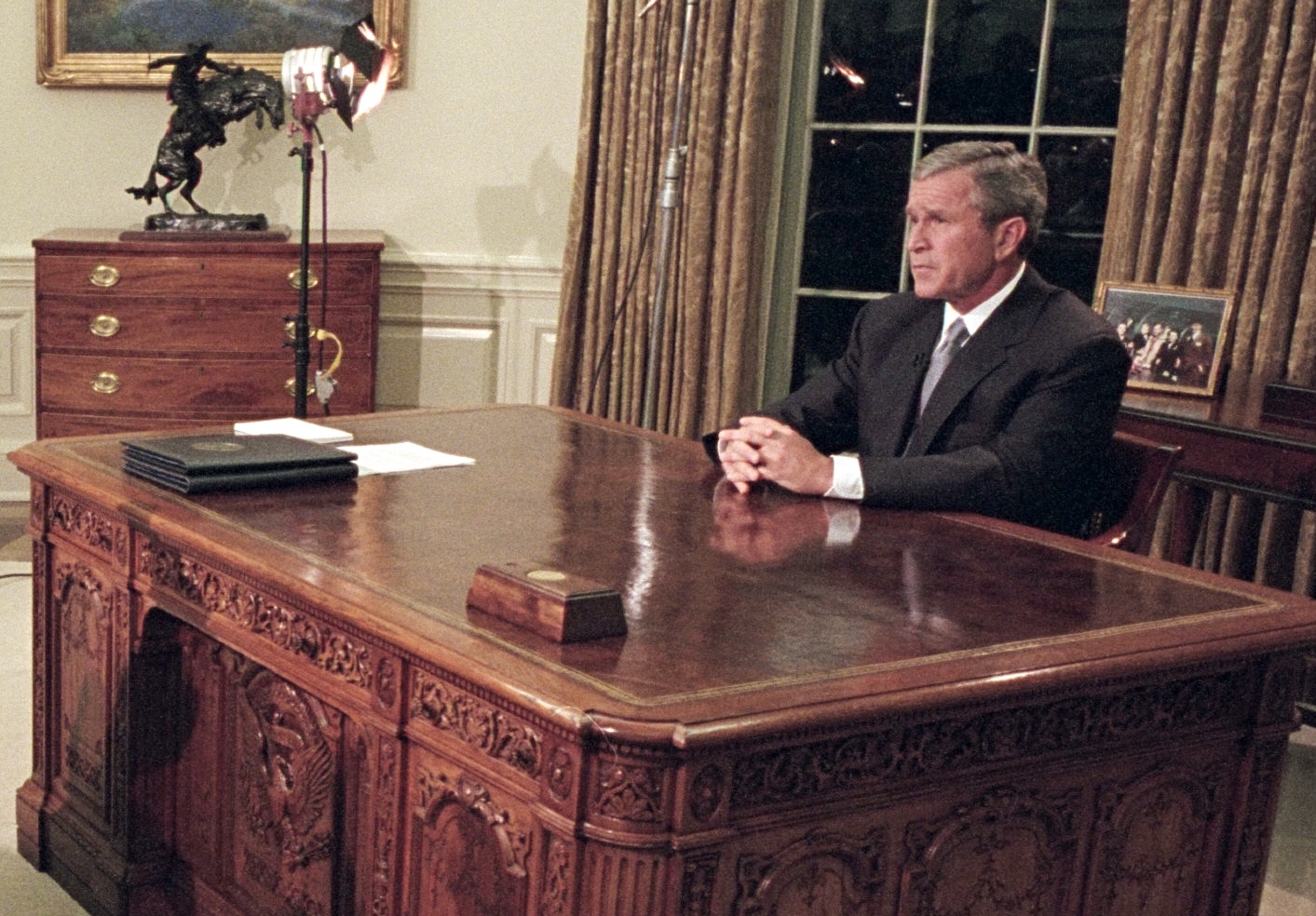
George W. Bush na Mesa do Resolute durante o 11 de setembro, com o botão de chamada na mesa, à sua esquerda

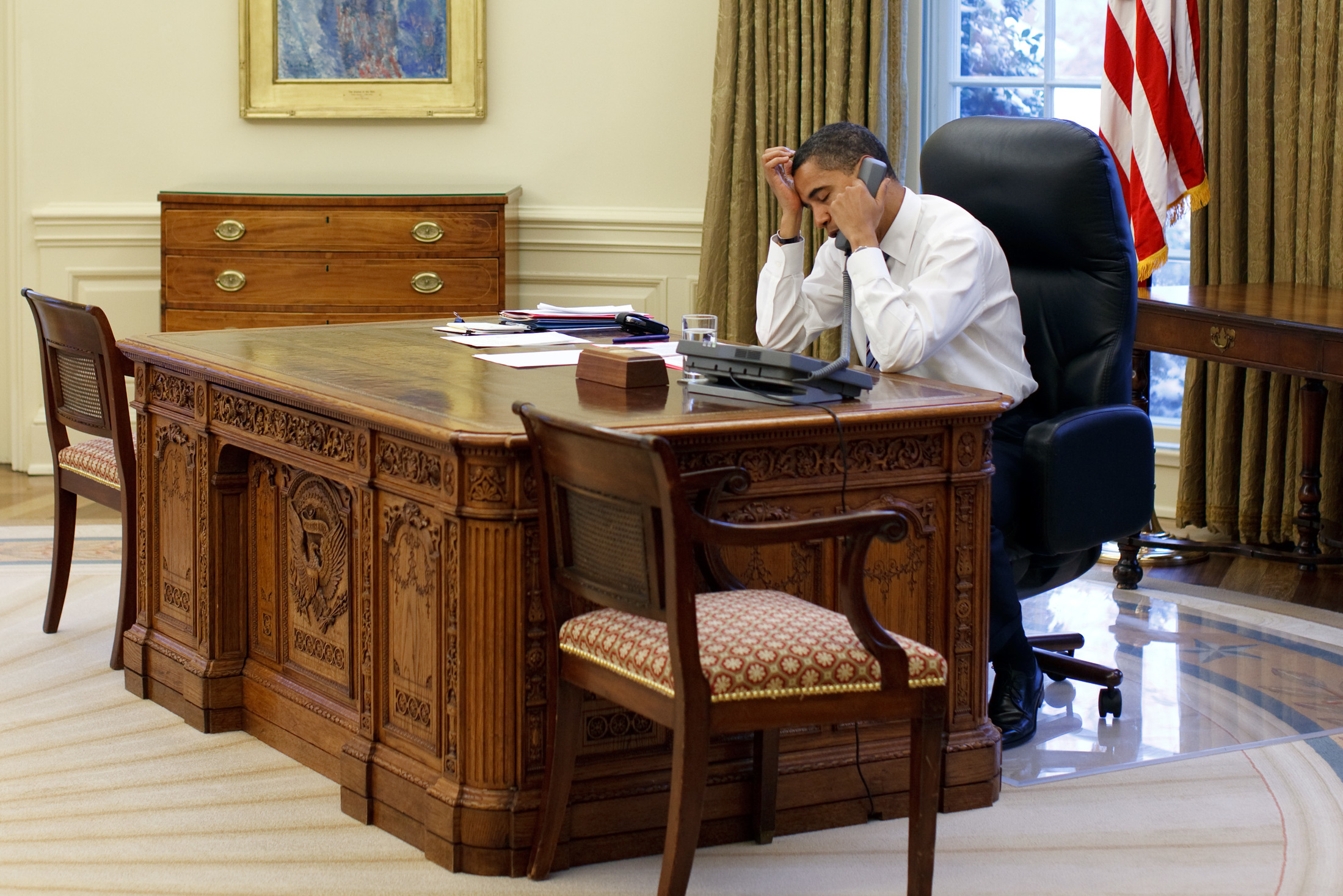
Barack Obama sentado na Mesa do Resolute com o botão visível

Uma carta de 1881 escrita pelo agente de desembolsos da Casa Branca, William H. Crook, menciona um sino elétrico preso à mesa do presidente James Garfield. Lyndon Johnson tinha uma série de botões, ou chaves, para solicitar diferentes bebidas no Salão Oval, na Sala do Gabinete e no "Little Lounge" (uma sala ao lado do Salão Oval). No Salão Oval, as chaves ficavam na mesa atrás da mesa do presidente. Os quatro botões eram para café, chá, Coca-Cola e Fresca, e, ao serem pressionados, um mordomo atendia ao pedido de bebida do presidente.
O botão moderno está em uma caixa de madeira de aproximadamente 20 por 8 cm marcada com o selo presidencial dourado e está na Mesa do Resolute desde pelo menos a presidência de George W. Bush. Segundo Richard Branson, o presidente Obama reutilizou o botão para pedir chá para seus convidados da Casa Branca.
Durante a presidência de Donald Trump, ao ser pressionado, um sinal chamava um valete que trazia uma Coca-Cola Diet em uma bandeja de prata. Walt Nauta teve essa função em algum momento. Trump também usava o botão para pedir almoço e para fazer pegadinhas com novos visitantes da Casa Branca. Trump afirmou a um repórter que "todos pensam que é [o botão nuclear]" e que as pessoas "ficam um pouco nervosas quando eu pressiono esse botão".
Nos primeiros dias da presidência de Joe Biden, foi relatado que ele havia removido o botão; no entanto, algumas semanas depois, um funcionário da Casa Branca disse ao Politico que o botão estava de volta à mesa com um propósito não especificado. James Corden disse que Joe Biden tem um "botão de sorvete" em sua mesa.